# Соледарська міська територіальна громада
Соледарська міська громада — територіальна громада в Україні, в Бахмутському районі Донецької області. Адміністративний центр — місто Соледар.
Площа громади — 558,29 км², населення — 20 581 мешканець (2018).
Утворена 15 вересня 2016 року шляхом об'єднання Соледарської міської ради та Бахмутської, Берестівської, Васюківської, Володимирівської, Міньківської, Никифорівської, Парасковіївської, Роздолівської, Яковлівської сільських рад Бахмутського району.

## Населені пункти
До складу громади входять 37 населених пунктів — 1 місто (Соледар), 32 села: Бахмутське, Берестове, Білогорівка, Благодатне, Бондарне, Василівка, Васюківка, Веселе, Володимирівка, Голубівка, Діброва, Дубово-Василівка, Залізнянське, Краснополівка, Липівка, Липове, Миколаївка, Міньківка, Никифорівка, Оріхово-Василівка, Пазено, Парасковіївка, Пилипчатине, Привілля, Роздолівка, Сакко І Ванцетті, Стряпівка, Трипілля, Федорівка, Федорівка Друга, Хромівка, Яковлівка і 4 селища: Виїмка, Нагірне, Підгородне, Спірне.